# Ferrari FZ93
Ferrari FZ93 – supersamochód klasy średniej typu one-off wyprodukowany pod włoską marką Ferrari w 1993 roku.

## Historia i opis modelu

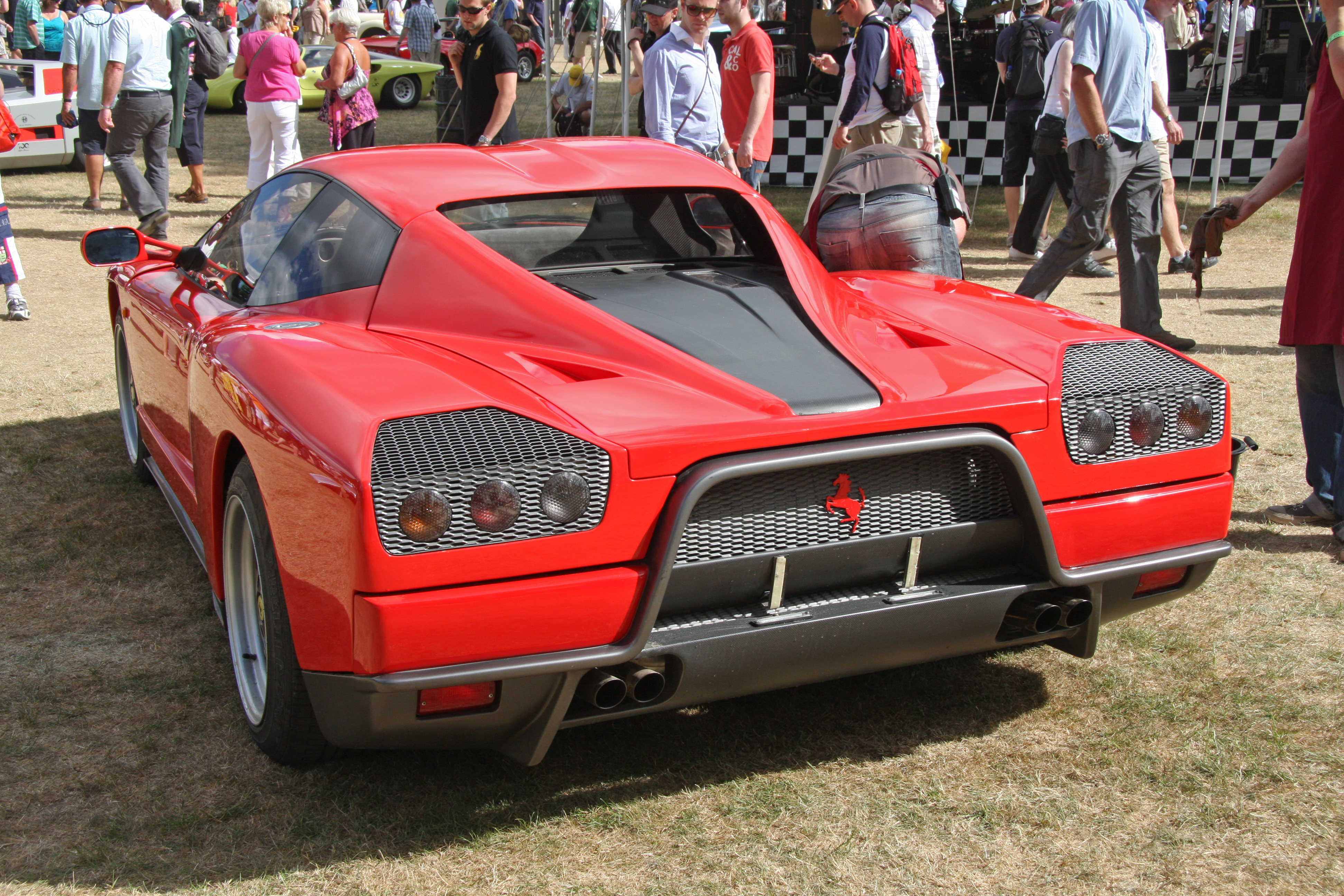
Ferrari FZ93 - tył

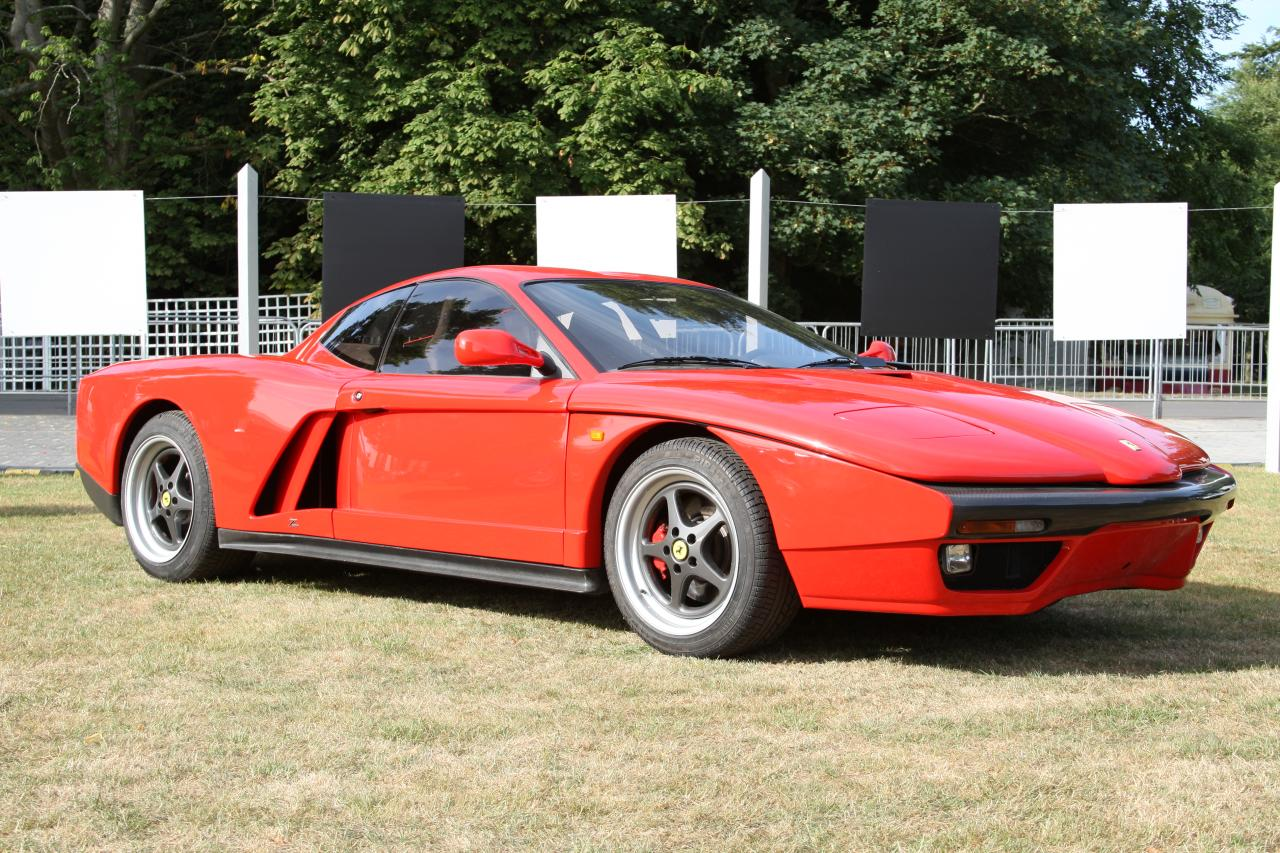
Ferrari FZ93 - sylwetka

Na początku lat 90. XX włoskie studio projektowe Zagato nawiązało współpracę z Ferrari w celu zbudowania unikatowego supersamochodu, do którego budowy wykorzystany został średniej wielkości model Testarossa. W ten sposób podczas targów Geneva Motor Show w marcu 1993 roku zaprezentowany został model Ferrari FZ93, swoją nazwę czerpiąc od Formula Zagato ’93. 
Za projekt stylistyczny odpowiedzialny był ówczesny szef zespołu projektowego Zagato, Ercole Spada, nadając FZ93 awangardową, kontrowersyjną stylizację łączącą ostre linie z dużą liczbą wlotów powietrza z pokryciem ze srebrnej siatki, przetłoczeń oraz zaokrągleń. Charakterystyczny elementem stały się chowane reflektory, a także przedni "dziób" o zaokrąglonej końcówce w stylu bolidów Formuły 1. Charakterystyczna stylizacja zakończenia pasa przedniego mogła stanowić inspirację dla zaprezentowanego dekadę później Enzo Ferrari.
Do napędu Ferrari FZ93 wykorzystana została zmodyfikowana jednostka napędowa modelu Testarossa będąca niszowym typem konstrukcji o przeciwległym układzie 12 cylindrów. Jednostka o pojemności 4,9 litra rozwijała moc 428 KM, przenosząc moc na tylną oś przy pomocy 5-stopniowej, manualnej skrzyni biegów. Silnik pozwalał rozpędzić się FZ93 do 100 km/h w 4,8 sekundy.

### Sprzedaż
Ferrari FZ93 jest unikatową konstrukcją typu one-off, powstając tylko w jednym egzemplarzu, początkowo o dwubarwnym, czerwono-czarnym malowaniu oraz dużymi oznaczeniami firmy Ferrari oraz nazwy samochodu, by w 1994 roku przechodząc przemalowanie na jednolite, czerwone malowanie pozbawione kontrastowych akcentów graficznych. Samochód nie trafił początkowo do sprzedaży dla klienta prywatnego i pozostał konstrukcją o znaczeniu demonstracyjnym, trafiając po premierze w 1993 do mediolańskiej kolekcji studia Zagato na kolejne 18 lat.
Zmianie uległo to w czerwcu 2011 roku, kiedy to rzadki supersamochód trafił do sprzedaży na niemieckim portalu ogłoszeniowym Mobile.de z ceną określoną na 1 milion euro. Przebieg samochodu wyprodukowanego wówczas przed 18 lat wynosił niewielkie 700 kilometrów.

### Silnik
- B12 4.9l 428 KM